# Municipio de Brookfield (Pensilvania)
El municipio de Brookfield (en inglés: Brookfield Township) es un municipio ubicado en el condado de Tioga en el estado estadounidense de Pensilvania. En el año 2000 tenía una población de 443 habitantes y una densidad poblacional de 5 personas por km².

## Geografía
El municipio de Brookfield se encuentra ubicado en las coordenadas 41°58′00″N 77°32′59″O / 41.96667, -77.54972.

## Demografía
Según la Oficina del Censo en 2000 los ingresos medios por hogar en la localidad eran de $34,318 y los ingresos medios por familia eran $36,250. Los hombres tenían unos ingresos medios de $28,750 frente a los $20,938 para las mujeres. La renta per cápita para la localidad era de $14,673. Alrededor del 15,2% de la población estaban por debajo del umbral de pobreza.